# Staurastrum affine
Staurastrum affine là một loài Song tinh tảo trong họ Desmidiaceae, thuộc chi Staurastrum.